# ヤバネパナマ
ヤバネパナマ（学名：Asplundia brachypus）はパナマソウ科アスプルンディア属の常緑多年生草本。別名キレハパナマ。

## 特徴
葉の見かけはヤシにも似るが、本種を含むパナマソウ科はヤシ目ではなくタコノキ目に分類される。地上茎（幹）はほとんどなく、地際から長い葉柄をもつ葉を出す。葉長は約1 mで、パナマソウやタンヨウパナマとは葉の裂け方が異なり、1枚の葉に2本の主脈をもち、その間が葉先から2つに浅裂または深裂する。和名のヤバネパナマは2裂する葉が矢羽の形をしていることにちなむ。雌雄同株で、花は腋生の肉穂花序を形成する。花序は4枚の苞を伴う。小花は緑色を帯びた白色。

## 分布
熱帯アメリカ、ブラジル南東部原産。

## 利用
アスプルンディア属は中南米の熱帯域から102種が記載されているが、栽培される種は少ないとされる。